# Chambeyronia
Genre
Classification phylogénétique
Espèces de rang inférieur
- Chambeyronia divaricata
- Chambeyronia houailouensis
- Chambeyronia huerlimannii
- Chambeyronia lepidota
- Chambeyronia macrocarpa
- Chambeyronia magnifica
- Chambeyronia oliviformis
- Chambeyronia piersoniorum
- Chambeyronia pyriformi [1]

Chambeyronia est un genre de palmiers, des plantes de la famille des Arecaceae. Il est endémique en Nouvelle-Calédonie, où il est l'un des symboles de la biodiversité de l'archipel.
Il a été nommé en hommage à Léon Chambeyron.

## Classification
- Sous-famille des Arecoideae
  - Tribu des Areceae
    - Sous-tribu des Archontophoenicinae[2]

Le genre Chambeyronia partage sa sous-tribu avec quatre autres genres : 
Actinorhytis, Archontophoenix, Actinokentia, Kentiopsis.

## Espèces
- Chambeyronia divaricata  (Brongn.) Hodel & C.F.Barrett
- Chambeyronia houailouensis Hodel & C.F.Barrett
- Chambeyronia huerlimannii  (H.E.Moore) Hodel & C.F.Barrett
- Chambeyronia lepidota H.E.Moore
- Chambeyronia macrocarpa  (Brongn.) Vieill. ex Becc.
- Chambeyronia magnifica  (H.E.Moore) Hodel & C.F.Barrett
- Chambeyronia oliviformis  (Brongn. & Gris) Hodel & C.F.Barrett
- Chambeyronia piersoniorum  (Pintaud & Hodel) Hodel & C.F.Barrett
- Chambeyronia pyriformi (Pintaud & Hodel) Hodel & C.F.Barrett [2]

## Liens externes

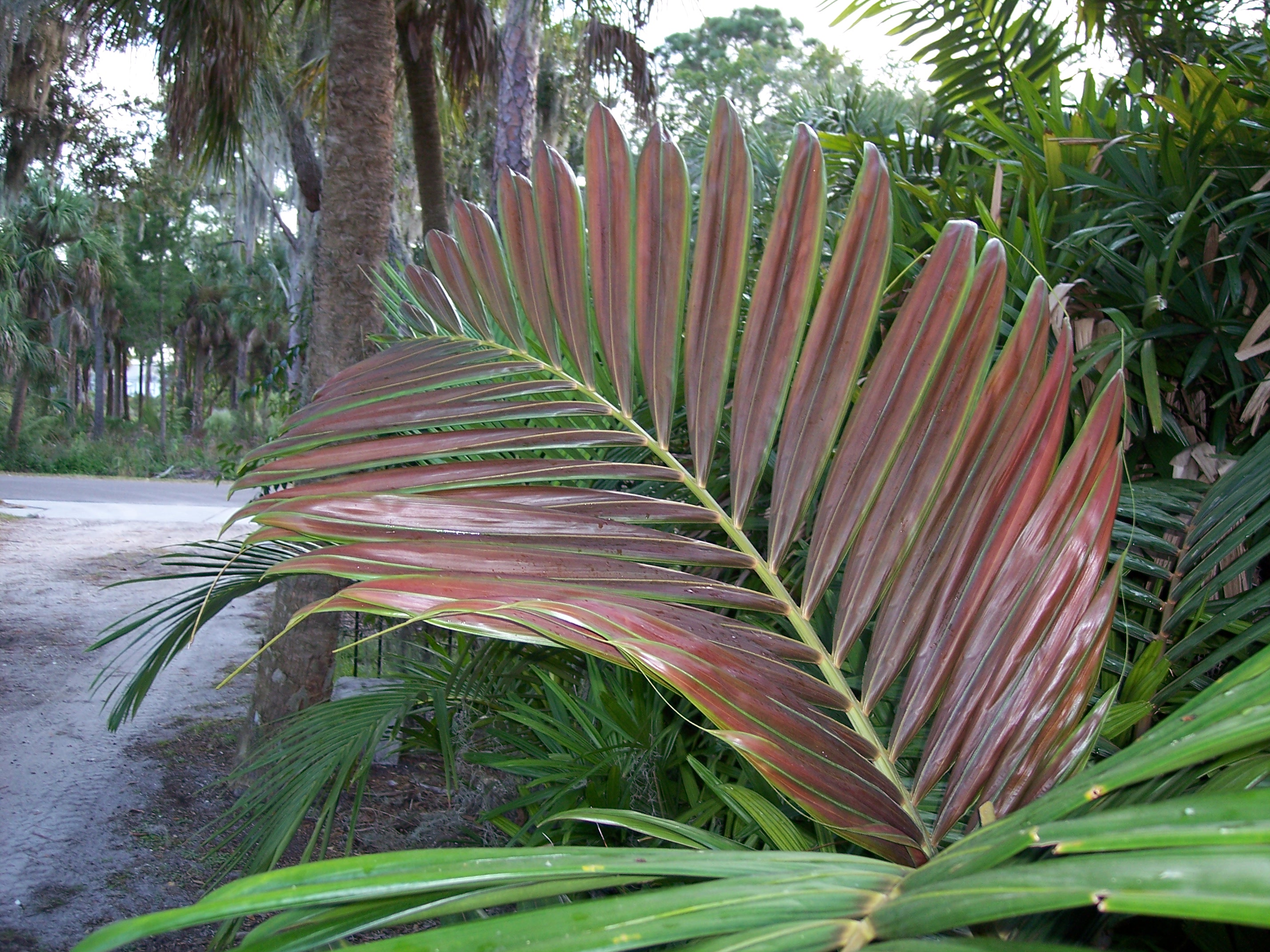
Détail d'une palme de Chambeyronia macrocarpa